# 比和郵便局
比和郵便局（ひわゆうびんきょく）は、広島県庄原市にある郵便局。民営化前の分類では集配特定郵便局であった。

## 概要
住所：〒727-0399 広島県庄原市比和町比和991

## 沿革
- 1874年（明治7年）11月16日 - 比和郵便取扱所として開設[1]。
- 1875年（明治8年）1月1日 - 比和郵便局となる。
- 2006年（平成18年）10月16日 - 高野郵便局から「727-04xx」区域の集配業務を移管[2]。
- 2007年（平成19年）10月1日 - 民営化に伴い、併設された郵便事業庄原支店比和集配センターに一部業務を移管。
- 2012年（平成24年）10月1日 - 日本郵便株式会社発足に伴い、郵便事業庄原支店比和集配センターを比和郵便局に統合。

## 取扱内容
- 郵便、印紙、ゆうパック、内容証明
- 貯金、為替、振替、振込、国債
- 生命保険、バイク自賠責保険
- ゆうちょ銀行ATM
- 「727-03xx」「727-04xx」区域（庄原市内の一部地域）の集配業務

## 周辺
- 国道432号
- 広島県道58号西城比和線
- 広島県道467号庄原新市線
- 庄原市役所比和支所
- 庄原市立比和小学校
- 庄原市立比和中学校

## アクセス
- 備北交通 比和バイパス停留所
- 国道432号・広島県道467号庄原新市線沿い
- 駐車場あり：8台